# .cv
.cv is het achtervoegsel van domeinnamen van Kaapverdië.